# グリセロール-3-リン酸デヒドロゲナーゼ (キノン)
グリセロール-3-リン酸デヒドロゲナーゼ（glycerol-3-phosphate dehydrogenase; GPDH, G3PD, G3PDH）は、次の化学反応を触媒する酸化還元酵素である。
sn-グリセロール3-リン酸 + キノン化合物 {\displaystyle \rightleftharpoons } グリセロンリン酸 + キノール化合物
反応式の通り、この酵素の基質はsn-グリセロール3-リン酸とキノン化合物、生成物はグリセロンリン酸とキノール化合物である。組織名はsn-glycerol 3-phosphate:quinone oxidoreductaseである。FADを補因子とすることから、特にFAD依存的グリセロール-3-リン酸デヒドロゲナーゼと呼ぶことがある。

## 構造
FADを補因子とする膜結合型の酵素である。四次構造の違いにより概ね2種類に分けられる。
- GlpD
ホモ二量体で機能しており、両親媒性αヘリックスによって生体膜の表面に埋まっていると考えられている。[1]大腸菌では好気的条件で機能しており、ユビキノンを還元して分子状酸素を最終電子受容体とする。真核生物においてもミトコンドリア内膜の細胞質側に存在し、グリセロールリン酸シャトルを構成する。なお後生動物（および真菌やアメーバの一部）ではC末端にカルシウム結合部位が存在し、カルシウムイオンによる調節が行われている。[2]
- GlpABC
GlpA、GlpB、GlpCからなるヘテロ三量体で、このうちGlpAはGlpDと配列類似性を持つ触媒サブユニットだと考えられている。大腸菌では嫌気的条件で機能しており、メナキノンを還元してフマル酸を最終電子受容体とする。[3]

## 組織特異性
哺乳類においてミトコンドリアGPDH(GPD2)の発現レベルが高いのは、褐色脂肪組織、筋肉、脳などで、逆に肝臓や心臓では低い。それ以外に、膵臓のβ細胞、精巣、胎盤などで重要な役割を担っていることが知られている。

## 疾患
複合体IIや複合体Iの場合とは異なり、ミトコンドリアGPDHの変異を原因とする致死的な疾患は知られていない。これは、脂質代謝という点では細胞質GPDHが十分に機能しており、電子伝達系との関連ではリンゴ酸-アスパラギン酸シャトルが代替しうるからだと考えられる。それでもミトコンドリアGPDHが欠損すれば、個体や器官の代謝・エネルギー調節に悪影響を及ぼす。ミトコンドリアGPDHの欠損に由来する精神遅滞の報告があるし、インスリン非依存型糖尿病の一因になっている例も知られている。